# Skoroszowskie Łąki
Skoroszowskie Łąki este o arie protejată (sit de importanță comunitară — SCI) din Polonia întinsă pe o suprafață de 1.359,69 ha, integral pe uscat.

## Localizare
Centrul sitului Skoroszowskie Łąki este situat la coordonatele 51°23′56″N 17°10′08″E / 51.3989°N 17.1688°E.

## Înființare
Situl Skoroszowskie Łąki a fost declarat sit de importanță comunitară în octombrie 2009 pentru a proteja 4 specii de animale.

## Biodiversitate
Situată în ecoregiunea continentală, aria protejată conține 3 habitate naturale: Vegetație psamofilă uscată cu pășuni deschise de Corynephorus și Agrostis, Pajiști cu Molinia pe soluri calcaroase, turboase sau argilos-nămoloase (Molinion caeruleae), Fânețe de joasă altitudine (Alopecurus pratensis, Sanguisorba officinalis).
La baza desemnării sitului se află mai multe specii protejate de  nevertebrate (4): fluturele auriu (Euphydryas aurinia), fluturele purpuriu (Lycaena dispar), Phengaris nausithous, Phengaris teleius.